# JJ Feild
JJ Feild, nome d'arte di John Joseph Feild, (Boulder, 1º aprile 1978), è un attore britannico nato negli Stati Uniti d'America.

## Biografia
John Joseph Feild nacque negli Stati Uniti dall'accademico inglese Reshad Feild e dalla sua moglie statunitense, ma i suoi genitori si trasferirono a Londra quando era ancora un bambino; qui divorziarono e si risposarono con altri partner. Il suo patrigno è Jon Williams, giornalista della BBC World News. Feild studiò Fine Arts College e alla Webber Douglas Academy of Dramatic Art, a Londra. All'età di diciassette anni, si recò in Tibet con il fratello maggiore.
Dopo la scuola iniziò la carriera di attore. Tra i ruoli interpretati ci sono quello di Simon Doyle nell'episodio tratto dal romanzo Poirot sul Nilo della serie televisiva Poirot e quello di Paul Osbourne nell'episodio tratto dal romanzo Un cavallo per la strega della serie televisiva Miss Marple. Ha lavorato anche in L'abbazia di Northanger interpretando Henry Tilney e nel ruolo di Frederick Garland nei film BBC ricavati dall'adattamento dei romanzi di Philip Pullman Il rubino di fumo e L'ombra del nord. Altre sue interpretazioni in Last Orders e Telstar.
Nel 2008 ha debuttato in teatro a Londra in Ring Round the Moon mentre nel 2011 ha recitato in Captain America - Il primo Vendicatore . Lo stesso anno ha lavorato in Third Star e nell'adattamento BBC del romanzo di Sarah Waters, Turno di notte. In seguito ha lavorato nell'adattamento del romanzo di Shannon Hale, Alla ricerca di Jane. Nel 2014 aveva partecipato al film Senza uscita.
Nel 2014 ha interpretato la serie televisiva BBC The Musketeers nel ruolo di Marsac.

## Vita privata
Feild e la sua compagna, l'attrice Neve Campbell, hanno avuto un figlio di nome Caspian nell'agosto 2012.

## Filmografia parziale

### Cinema
- L'ultimo bicchiere (Last Orders), regia di Fred Schepisi (2001)
- Quando verrà la pioggia (The Intended), regia di Kristian Levring (2002)
- K-19, regia di Kathryn Bigelow (2002)
- Northanger Abbey
- O' Jerusalem, regia di Élie Chouraqui (2006)
- Telstar: The Joe Meek Story, regia di Nick Moran (2009)
- Goal III: Taking on the World, regia di Andy Morahan (2009)
- The Last Vampire - Creature nel buio (Blood: The Last Vampire), regia di Chris Nahon (2009)
- Centurion, regia di Neil Marshall (2010)
- Captain America - Il primo Vendicatore (Captain America: The First Avenger), regia di Joe Johnston (2011)
- Alla ricerca di Jane (Austenland), regia di Jerusha Hess (2013)
- Senza uscita (Not Safe for Work), regia di Joe Johnston (2014)
- Professor Marston and the Wonder Women, regia di Angela Robinson (2017)
- Le Mans '66 - La grande sfida (Ford v. Ferrari), regia di James Mangold (2019)

### Televisione
- Heartbeat – serie TV, episodio 9x09 (1999)
- Metropolitan Police (The Bill) – serie TV, episodio 15x86 (1999)
- Reach for the Moon – miniserie TV (2000)
- Hope and Glory – serie TV, episodio 3x03 (2000)
- Masterpiece Theatre – serie TV, episodi 30x05-27x04 (2000-2006)
- The Life and Adventures of Nicholas Nickleby, regia di Stephen Whittaker – film TV (2001)
- Perfect Strangers – miniserie TV, episodio 1x03 (2001)
- Jack e il fagiolo magico (Jack and the Beanstalk: The Real Story) – miniserie TV, episodi 1x01-1x02 (2001)
- Poirot (Agatha Christie's Poirot) - serie TV, episodio 9x03 (2004)
- Waking the Dead – serie TV, 2 episodi (2004)
- To the Ends of the Earth - miniserie TV, 2 episodi (2005)
- The Secret Life of Mrs Beeton, regia di Jon Jones – film TV (2006)
- The Ruby in the Smoke, regia di Brian Percival – film TV (2006)
- L'abbazia di Northanger (Northanger Abbey), regia di Jon Jones – film TV (2007)
- The Shadow in the North, regia di John Alexander – film TV (2007)
- Turn: Washington's Spies – serie TV, 30 episodi (2014-2016)
- Turn Up Charlie – serie TV, 7 episodi (2019)
- Lost in Space – serie TV, 9 episodi (2019-2021)
- New Amsterdam – serie TV, 7 episodi (2019-2020)
- Soulmates - serie TV, 1 episodio (2020)
- Inverso - The Peripheral (The Peripheral) – serie TV, 6 episodi (2022)

## Teatro
- Six Degrees of Separation (2000)
- Ring Round the Moon (2008)
- The Pride (2008)

## Doppiatori italiani
Nelle versioni in italiano delle opere in cui ha recitato, JJ Feild è stato doppiato da:
- Francesco Sechi in Le Mans '66 - La grande sfida, Inverso - The Peripheral
- Simone D'Andrea in Lost in Space